# Челліо
Челліо (італ. Cellio, п'єм. Cèj) — муніципалітет в Італії, у регіоні П'ємонт, провінція Верчеллі.
Челліо розташоване на відстані близько 550 км на північний захід від Рима, 85 км на північний схід від Турина, 50 км на північ від Верчеллі.
Населення — 829 осіб (2014).
Щорічний фестиваль відбувається 10 серпня. Покровитель — святий мученик Лаврентій.

## Демографія
Населення за роками:

Станом на 31 грудня 2014 року в муніципалітеті офіційно проживало 18 іноземців з 8 країн, серед них 6 громадян країн Євросоюзу та 6 громадян України.

## Сусідні муніципалітети
- Боргозезія
- Брея
- Мадонна-дель-Сассо
- Куарона
- Вальдуджа